# Barco
Barco — бельгийская технологическая компания, которая специализируется на цифровых проекционных технологиях и обработке изображений в сферах развлечения, предпринимательства и здравоохранения. В компании работают 3 600 сотрудников, расположенных в 90 странах. Компания имеет 400 патентов. Головной офис Barco находится в Кортрейке (Бельгия), и имеет собственные мощности для продаж и маркетинга, поддержки клиентов, НИОКР и производства в Европе, Северной Америке и Азиатско-Тихоокеанском регионе. Акции котируются на бирже Euronext в Брюсселе, и в некоторые периоды входили в базу биржевых индексов BEL Mid и BEL 20. Рыночная капитализация компании составляет около 1,2 млрд евро (на февраль 2018 года).

## История
Barco — аббревиатура, которая первоначально обозначала Belgian American Radio Corporation. Компания основана в 1934 году в городе Поперинг (англ.), во фламандско-говорящем регионе Бельгии. Первоначальный бизнес основателя Люсьена де Пюдта (Lucien de Puydt) состоял в сборке радиоприёмников из деталей, импортируемых из США, — отсюда и название компании — Бельгийско-Американская радиокорпорация.
Пионер радио Камиль Декамп (Camiel Descamps) дал компании новый старт в 1941 году после смерти основателя. Его жена, Мария-Анна Рейнтйенс, и зять, Жозеф Версавель,, помогали ему. Позже к ним присоединился Эли Тиммерман. Начав с одного офиса в Кортрейке, компания начала расти и распространилась на 90 стран мира.
В 1949 году Barco начала разработку мультистандартного телевидения (англ.), который мог бы принимал разные телевизионные стандарты сигнала, и стала лидером в этой области. С 1951 года выпускался музыкальный автомат под названием Barc-O-Matic. В 1967 году Barco стала одной из первых европейских компаний, которая представила цветной телевизор. Опираясь на достигнутое, компания в конце 1960-х годов вышла на рынок профессионального широкого телевещания, поставляя телевизионные мониторы вещательным компаниям.
С 1960-х годов Barco расширила свою деятельность на другие области, такие как механические компоненты для промышленности и контроля качества для текстильной промышленности и производства пластмасс. В 1967 году Barco стал первым европейским производителем, выпустившим портативные телевизоры на транзисторной основе.
Проекционными технологиями компания впервые занялась в 1979 году, когда стала пионером в разработке проекторов с электронно-лучевой трубкой (ЭЛТ) для салонов самолётов. В последующие годы она постепенно сфокусировалась исключительно на профессиональные рынки. В середине 1980-х годов компания Barco стала основным поставщиком проекционных технологий для компьютерных гигантов IBM, Apple и Hewlett-Packard. В конце 1980-х компания вышла на фондовый рынок Брюсселя. К 1991 году рыночная доля Barco только на рынке графических проекционных технологий достигла 75 %, и компания открыла офисы по всему миру, включая региональные штаб-квартиры в США и Восточной Азии.
В течение 1990-х и 2000-х годов Barco разработала и выпустила на рынок новые технологии отображения, такие как жидкокристаллические дисплеи (ЖКД), светодиоды (LED), цифровая обработка света (DLP) от Texas Instruments, а затем и жидкие кристаллы на кремнии (LCoS). В настоящее время компания охватывает рынки медиа и развлечения, безопасности и наблюдения, медицинской визуализации, авионики, 3D- и виртуальной реальности, цифрового кинематографа, управления движением, телевизионного вещания, обучения и симуляторов.
В 2018 году Barco создала с компаниями China Film Group Corporation (CFG), Appotronics и CITICPE совместное предприятие Cinionic для коммерциализации продуктов и услуг каждой из компаний на мировом рынке кинематографа, за исключением материкового Китая. В случае с BARCO это касается кинопроекторов компании.

## Корпоративная история
В корпоративной истории (англ.) Barco было множество преобразований организационной структуры:
- В 1989 году в результате слияния компаний Digitized Information Systems Corporation (D.I.S.C.), Aesthedes и собственного подразделения Barco Creative Group было создано подразделение Barco Graphics в составе Barco Group.
- В 1997 году Barco приобрела компания Electronic Image Systems (EIS), производителя ЭЛТ-проекторов для рынка имитации полёта.[9]
- В 1998 году Barco ETS (ныне - Ucamco), приобрела Gerber Systems Corp., производителя плоттеров и систем автоматического оптического контроля (AOI) для печатных плат.[10]
- В 1999 году компания приобрела Metheus Corporation, дочернюю компанию Tektronix и производителя профессиональных графических контроллеров.[11]
- В 2001 году подразделение Barco Graphics было продано датской компании Purup-Eskofot[12], которая сменила название на сначала на Esko-Graphics, а в 2006 году на Esko (англ.).
- В 2004 году Barco купила компанию Voxar, занимающуюся разработкой программного обеспечения для 3D-визуализации.
- В 2004 году приобретена компания Folsom Research, Inc., линейки продуктов которой охватывают обработку изображений, передачу изображений, функциональность и интерактивность.
- В 2007 году подразделение BarcoVision продано компании Itema (ит.) из Бергамо, Италия.[13]
- В 2008 году куплена High End Systems (англ.), компания по производству автоматических светильников, цифровых систем освещения и управления освещением.
- В 2008 году Barco продала свою группу Advanced Visualization (AVIS, ранее — Voxar)[14] компании Toshiba Medical (TMSC).[15]
- В 2010 году Barco приобрела Fimi, компанию, специализирующуюся на медицинской визуализации.
- В 2010 году она приобрела всю интеллектуальную собственность Element Labs, производителя светодиодного оборудования.
- В 2010 году она приобрела dZine, бельгийскую компанию, специализирующуюся на Digital Signage.
- В 2012 году она приобрела IP Video Systems, компанию, специализирующуюся на сетевой визуализации.
- В 2012 году она приобрела JAOtech, производителя терминалов для развлечений и ухода за больными для пациентов.
- В 2013 году она приобрела AWIND, производителя аппаратного и программного обеспечения для беспроводных презентационных систем.
- В 2013 году компания приобрела projectiondesign, производителя проекционных технологий.
- В 2014 году она приобрела X20 Media Inc., специалиста по корпоративным коммуникациям.[16]
- В 2014 году компания приобрела IOSONO GmbH, эксперта по 3D-аудио.[17]
- В 2014 году Barco передала Exelis дочернюю компанию Barco NV, Barco Orthogon, расположенную в Бремене, Германия .
- В 2015 году она приобрела Advan Int’l Corp., производителя ЖК-дисплеев.
- В 2015 году подразделение Barco Defense & Aerospace было продано американской корпорации Esterline Technologies Corporation (англ.).[18]
- В 2016 году компания приобрела Medialon Inc., американскую компанию.[19]
- В 2016 году компания приобрела MTT Innovation Inc., канадского разработчика проекционной технологии следующего поколения (HDR).[20]
- В 2018 году Barco X20 Media был продан Stratacache.[21]
- В 2019 году она приобрела 5 % акций группы Unilumin, производителя светодиодов из Китая.[22]

## Руководство
Исполнительный директор (CEO):
- с 2016 — Ян де Витте
- 2008—2016 — Эрик Ван Зеле
- 2002—2008 — Мартин Де Прикер
- до 2002 — Уго Вандамм

## Сферы деятельности
- Развлечения: кино, мероприятия и гостеприимство
- Предприятия: диспетчерские, учебные классы и конференц-залы
- Здравоохранение: диагностическая, хирургическая и клиническая визуализация

Barco продаёт свои продукты линейки ClickShare, для беспроводной передачи проецируемых изображений от устройств-источников данных к дисплеям получателей.